# Mimosybra laevicollis
Mimosybra laevicollis är en skalbaggsart som beskrevs av Stefan von Breuning 1939. Mimosybra laevicollis ingår i släktet Mimosybra och familjen långhorningar. Inga underarter finns listade i Catalogue of Life.